# Micronesia ai Giochi della XXVIII Olimpiade
La Micronesia partecipò ai Giochi della XXVIII Olimpiade, svoltisi ad Atene, Grecia, dal 13 al 29 agosto 2004, con una delegazione di 5 atleti impegnati in tre discipline.

## Risultati

### Atletica leggera
| Q | Qualificato al turno successivo per la Classifica in qualificazione                                                          |
| q | Qualificato per il turno successivo per ripescaggio o, negli eventi su campo, conquistando la misura minima per qualificarsi |

Maschile
Eventi su pista e strada
| Atleta      | Evento      | Batteria  | Batteria   | Quarti di finale | Quarti di finale | Semifinale      | Semifinale      | Finale          | Finale          |
| Atleta      | Evento      | Risultato | Classifica | Risultato        | Classifica       | Risultato       | Classifica      | Risultato       | Classifica      |
| ----------- | ----------- | --------- | ---------- | ---------------- | ---------------- | --------------- | --------------- | --------------- | --------------- |
| John Howard | 100 m piani | 10"85     | 7º         | non qualificato  | non qualificato  | non qualificato | non qualificato | non qualificato | non qualificato |

Femminile
Eventi su pista e strada
| Atleta            | Evento      | Batteria  | Batteria   | Quarti di finale | Quarti di finale | Semifinale      | Semifinale      | Finale          | Finale          |
| Atleta            | Evento      | Risultato | Classifica | Risultato        | Classifica       | Risultato       | Classifica      | Risultato       | Classifica      |
| ----------------- | ----------- | --------- | ---------- | ---------------- | ---------------- | --------------- | --------------- | --------------- | --------------- |
| Evangeleen Ikelap | 100 m piani | 13"50     | 7ª         | non qualificata  | non qualificata  | non qualificata | non qualificata | non qualificata | non qualificata |

### Nuoto
Maschile
| Atleta            | Evento            | Batteria  | Batteria   | Semifinale      | Semifinale      | Finale          | Finale          |
| Atleta            | Evento            | Risultato | Classifica | Risultato       | Classifica      | Risultato       | Classifica      |
| ----------------- | ----------------- | --------- | ---------- | --------------- | --------------- | --------------- | --------------- |
| Anderson Bonabart | 50 m stile libero | 26"75     | 68º        | non qualificato | non qualificato | non qualificato | non qualificato |

Femminile
| Atleta          | Evento            | Batteria  | Batteria   | Semifinale      | Semifinale      | Finale          | Finale          |
| Atleta          | Evento            | Risultato | Classifica | Risultato       | Classifica      | Risultato       | Classifica      |
| --------------- | ----------------- | --------- | ---------- | --------------- | --------------- | --------------- | --------------- |
| Tracy Ann Route | 50 m stile libero | 31"26     | =65ª       | non qualificata | non qualificata | non qualificata | non qualificata |

### Sollevamento pesi
| Atleta           | Evento | Strappo   | Strappo    | Slancio   | Slancio    | Totale | Classifica |
| Atleta           | Evento | Risultato | Classifica | Risultato | Classifica | Totale | Classifica |
| ---------------- | ------ | --------- | ---------- | --------- | ---------- | ------ | ---------- |
| Manuel Minginfel | −62 kg | 120       | =12º       | 152,5     | 11º        | 272,5  | 10º        |